# 10498 Bobgent
10498 Bobgent este un asteroid din centura principală de asteroizi.

## Descriere
10498 Bobgent este un asteroid din centura principală de asteroizi. A fost descoperit pe 11 septembrie 1986 la Stația Anderson Mesa de Edward L. G. Bowell. Asteroidul prezintă o orbită caracterizată de o semiaxă mare de 2,29 ua, o excentricitate de 0,26 și o înclinație de 8,0° în raport cu ecliptica.